# Julio Soler
Soler  Barreto est un nom espagnol. Le premier nom de famille, en général paternel, est Soler ; le second, en général maternel, souvent omis, est Barreto.
Pour les articles homonymes, voir Soler.
Julio Soler Barreto, né le 16 février 2005 à Asunción au Paraguay, est un footballeur argentin qui évolue au poste d'arrière gauche à l'AFC Bournemouth.

## Biographie

### Carrière en club
Julio Soler est né à Asunción, au Paraguay. Il grandit dans le Grand Buenos Aires, ce qui l'a amène à évoluer en catégories jeunes dans des clubs argentins, à commencer par les Argentinos Juniors. À l'âge de 11 ans, il rejoint le Club Atlético Lanús, où il gravit les échelons en tant qu'ailier gauche. Il fait ses débuts senior à Lanús à l'âge de 17 ans en 2022.

#### CA Lanús
Formé au club, il dispute son premier match avec l'équipe première le 1er mai 2022 en Coupe de la Ligue contre le CA Independiente (victoire 1 à 0). Avec Lanús, il atteint les demi-finales de la Copa Sudamericana 2024 sous la direction de l'entraîneur Ricardo Zielinski (en).

#### AFC Bournemouth
Le 7 janvier 2025, le club de première division anglaise de l'AFC Bournemouth officialise son arrivée pour un montant non divulgué.

### En sélection
Également éligible pour représenter le Paraguay, il représente l'Argentine au niveau international. D'abord sélectionné avec les moins de 20 ans, il participe avec les moins de 23 ans aux Jeux Olympiques d'été 2024.
En octobre 2024, il est sélectionné par Lionel Scaloni pour la première fois en équipe d'Argentine. Il reste néanmoins sur le banc lors de ces deux matchs de qualification à la Coupe du Monde 2026.